# Big Bill Broonzy
William Lee Conley Broonzy, detto Big Bill (Scott, 26 giugno 1893 – Chicago, 15 agosto 1958), è stato un compositore e chitarrista statunitense blues.
La sua carriera ebbe inizio negli anni 20, quando suonava musica country-blues per intrattenere il pubblico afro-americano. Tra gli anni '30 e '40, traghettò il suo stile verso un blues più urbano, divenendo difatti, il precursore dello urban blues e quindi di artisti come Muddy Waters e Willie Dixon. Negli anni '50, tornò al tradizionale stile folk-blues, divenendo una delle figure leader del movimento emergente, dell'American Folk Music Revival. Il successo ottenuto, in questo periodo, fece di lui una star internazionale.
Con la sua lunga e varia carriera, è considerato una delle figure chiave del blues del ventesimo secolo, e in genere è ricordato, come uno tra i bluesman più grandi di sempre, facendo da anello di congiunzione tra il blues rurale delle origini e il blues urbano delle grandi città.
Nel 1980, fu tra i primi musicisti ad essere inseriti nella Blues Hall of Fame.
Una delle sue canzoni più celebri e ricordate, resta Key to the Highway, che venne reinterpretata dai Derek and the Dominos, nell'album Layla and Other Assorted Love Songs.
Fu un notevole chitarrista acustico, e fece da ispirazione ad altri artisti come Muddy Waters e Memphis Slim.
Durante la sua vita registrò oltre 350 canzoni.

## Biografia
"Big Bill" nacque a Scott County nel 1893 o nel 1898 (l'anno esatto di nascita non si conosce). Benché lo stesso Broonzy affermasse di essere nato nel 1893, pare che egli avesse una sorella gemella di nome Lannie Broonzy che affermava di essere nata il 26 giugno 1898. In quel periodo era normale per la popolazione nera (soprattutto per gli uomini) aggiungere anni alla loro reale età per riuscire a trovare un lavoro o per entrare a far parte dell'esercito, ed è probabile che anche Broonzy abbia fatto lo stesso.
Broonzy lasciò il Mississippi nel 1924 per trasferirsi a Chicago, dove incontrò Papa Charlie Jackson, che gli insegnò l'uso della chitarra. Le prime registrazioni le effettuò tra il 1927 ed il 1928, come chitarrista e cantante. Nel 1936 diventa uno dei primi cantanti blues ad utilizzare un piccolo gruppo strumentale, che includeva strumenti come il pianoforte, vari strumenti a fiato o l'armonica. Questi dischi vennero pubblicati sotto il nome di Big Bill and his Chicago Five. Nello stesso periodo, Broonzy stava registrando per la American Record Corporation, precisamente per alcune delle etichette appartenenti alla American Record (tra le quali la Melotone, la Perfect Records, ed altre ancora). Nel 1939, la ARC fu acquisita dalla CBS, e Broonzy allora passò alla Vocalion (successivamente Okeh) e dopo il 1945 passò alla Columbia Records. Una delle sue canzoni più note fu scritta proprio in quel periodo, Key To the Highway.
Broonzy suonava nei club del South Side di Chicago, e suonò anche con Memphis Minnie negli anni trenta. Quando il secondo sciopero della American Federation of Musicians finì nel 1948, Broonzy venne messo sotto contratto dalla Mercury Records, per la quale registrò molto materiale fino al 1951. Dopo il 1951 Broonzy ritornò alle sue radici folk-blues come solista, e viaggiò (e registrò anche) in Europa nei primi mesi del 1956.
Venne definito uno dei pionieri del Chicago Blues e fu uno dei primi ad utilizzare strumenti elettrici già dal 1942, anche se spesso il suo pubblico voleva sentire le sue prime composizioni accompagnate solo dalla chitarra folk, perché queste versioni erano considerate più "autentiche". Broonzy ritornò a Chicago nel 1956 e continuò ad esibirsi, nonostante stesse iniziando ad avere problemi di salute. Morì di cancro alla gola nel 1958 e fu sepolto al Lincoln Cemetery, Blue Island, Illinois.
Durante il suo periodo folk-blues, registrò con Pete Seeger, Sonny Terry, Brownie McGhee, e Leadbelly. Una buona parte delle sue registrazioni effettuate su etichetta ARC/CBS sono state ristampate come antologie da collezione dalla CBS-Sony. Inoltre, altre registrazioni degli inizi della sua carriera sono state ristampate da etichette blues, inserendole in diverse compilation, come anche le sue ultime registrazioni effettuate negli anni cinquanta in Europa ed a Chicago.

## Discografia

### Album in studio
- 1930 - Good Time Tonight
- 1946 - Blues in the Mississippi Night
- 1953 - Big Bill Broonzy & Washboard Sam
- 1954 - Folk Blues
- 1955 - Big Bill Broonzy Sings
- 1956 - Big Bill Broonzy Sings Folk Songs
- 1957 - Country Blues
- 1958 - Blues by Broonzy
- 1961 - Last Session, Pt.2
- 1961 - Last Session, Pt.3

### Raccolte
- 1964 - Remembering Big Bill Broonzy
- 1967 - Big Bill Broonzy
- 1973 - Feelin' Low Down
- 1986 - Lonesome Road Blues
- 1989 - Big Bill's Blues
- 1992 - Unissued Test Pressings
- 1994 - Baby Please Don't Go
- 1995 - Black, Brown and White
- 1995 - I Feel So Good
- 1995 - Just a Dream
- 1996 - St. Louis Blues
- 1996 - Treat Me Right
- 1998 - Warm, Witty & Wise
- 1999 - Chicago Calling

### Live
- 1951 - In Concert
- 1956 - In Paris
- 1957 - Historic Concert Recordings
- 1969 - Blues Concert